# Science Based Targets initiative
La iniciativa Objetivos Basados en la Ciencia (SBTi, por sus siglas en inglés) es una colaboración entre el CDP (era el Proyecto de Divulgación del Carbono), el Pacto Mundial de las Naciones Unidas, el Instituto de Recursos Mundiales (WRI) y el Fondo Mundial para la Naturaleza (WWF). Desde 2015, más de 1.000 empresas se han unido a la iniciativa para establecer un objetivo climático basado en la ciencia.

## Organización
La iniciativa de los Objetivos Basados en la Ciencia se estableció en 2015 para ayudar a las empresas a fijar objetivos de reducción de emisiones de acuerdo con la ciencia del clima y los objetivos del Acuerdo de París. Está financiado por la Fundación IKEA, Amazon, Bezos Earth Fund, la coalición We Mean Business, Rockefeller Brothers Fund y a la fundación UPS. En octubre de 2021, el SBTi desarrolló y lanzó la primera norma mundial de cero neto, proporcionando el marco y las herramientas para que las empresas establezcan objetivos de cero neto basados en la ciencia y limiten el aumento de la temperatura global por encima de los niveles preindustriales a 1,5 °C. La mejor práctica identificada por el SBTi es que las empresas adopten planes de transición que cubran emisiones de alcance 1, 2 y 3, establezcan hitos a corto plazo, garanticen una gobernanza eficaz a nivel del consejo de administración y vinculen la remuneración de los ejecutivos a los hitos adoptados por la empresa.

## Orientación sectorial
El SBTi ha desarrollado metodologías, marcos y requisitos específicos para cada sector. A partir de diciembre de 2021, hay orientaciones disponibles para: [cita requerida]
- Aviación
- Confección y calzado
- Instituciones financieras
- Tecnología de la información y las comunicaciones